# 全日本ボウリング選手権大会
文部科学大臣杯 日本ボウリング選手権大会（もんぶかがくだいじんはい ぜんにほんボウリングせんしゅけんたいかい）は、全日本ボウリング協会が主催するアマチュアボウリングの全国大会である。毎年3月に開催される。
1963年に最初の大会が全日本選手権大会実行委員会により東京タワーボウリングセンターで行われ、翌年からは新しく設立された全日本ボウリング協会の主催となった。
都道府県対抗も兼ねており、各種目の入賞チームに与えられるポイントの合計が最も高い都道府県が総合優勝として文部科学大臣杯が授与される。

## 概要[1]

### 競技種目
男女それぞれ2人チーム戦、3人チーム戦、6人チーム戦、マスターズ戦の4種目を行う（全て男・女別）。

### 競技方法
2人チーム戦、3人チーム戦、6人チーム戦（共通）
前半3ゲーム、後半3ゲームの競技を行い、その合計得点により、各種目（男・女別）の順位を決定する。
マスターズ戦
男・女ともチーム戦3種目（18ゲーム）における個人総得点の上位より、男子26名、女子20名を選出し、1ゲーム毎にレーンを移動して11ゲームの競技を行い、11ゲーム時点の得点で順位順にレーン配当し、さらに1ゲームの競技を行い、12ゲームの合計得点によって順位を決定し、男・女の優勝者を当該年度の全日本選手権者とする。

### 参加資格
当該年度の全日本ボウリング協会登録会員（個人正会員、実業団会員、学生連合会員、高等学校登録会員、ジュニア会員）で各加盟団体より選出された者に限る。（個人普通会員は個人正会員に登録変更すれば参加できる）

### 褒賞
団体総合（男・女別）　優勝～第3位
※優勝団体には、文部科学大臣賞状及び文部科学大臣杯を授与する。
各種目（男・女別）　優勝～第6位
個人総合（男・女別）　第1位～第3位
マスターズ戦（男・女別）　優勝～第6位
個人ハイゲーム賞、ハイシリーズ賞（男・女別）
マスターズ戦出場賞
〔備考〕
※団体総合の順位を決定するポイントは、各種目とも次のとおりとする。
優勝：10点、準優勝：7点、第3位：5点、第4位：3点、第5位：2点、第6位：1点

## 歴代文部科学大臣杯受賞者[1]
| 回 | 年   | 男子     | 女子     | 会場                                                                                        |
| -- | ---- | -------- | -------- | ------------------------------------------------------------------------------------------- |
| 41 | 2003 | 神奈川県 | 福岡県   | 品川プリンスホテルボウリングセンター（男子） 新横浜プリンスホテルボウリングセンター（女子） |
| 42 | 2004 | 神奈川県 | 大阪府   | 品川プリンスホテルボウリングセンター（男子） 新横浜プリンスホテルボウリングセンター（女子） |
| 43 | 2005 | 学生連合 | 北海道   | 品川プリンスホテルボウリングセンター（男子） 新横浜プリンスホテルボウリングセンター（女子） |
| 44 | 2006 | 神奈川県 | 静岡県   | 品川プリンスホテルボウリングセンター（男子） 新横浜プリンスホテルボウリングセンター（女子） |
| 45 | 2007 | 福岡県   | 学生連合 | 愛知県・稲沢グランドボウル                                                                  |
| 46 | 2008 | 愛知県   | 埼玉県   | 愛知県・稲沢グランドボウル                                                                  |
| 47 | 2009 | 神奈川県 | 静岡県   | 愛知県・稲沢グランドボウル                                                                  |
| 48 | 2010 | 愛知県   | 北海道   | 愛知県・稲沢グランドボウル                                                                  |
| 49 | 2011 | 愛知県   | 千葉県   | 愛知県・稲沢グランドボウル                                                                  |
| 50 | 2012 | 愛知県   | 北海道   | 愛知県・稲沢グランドボウル                                                                  |
| 51 | 2013 | 愛知県   | 岐阜県   | 愛知県・稲沢グランドボウル                                                                  |
| 52 | 2014 | 愛知県   | 千葉県   | 愛知県・稲沢グランドボウル                                                                  |
| 53 | 2015 | 愛知県   | 福岡県   | 愛知県・稲沢グランドボウル                                                                  |
| 54 | 2016 | 愛知県   | 千葉県   | 愛知県・稲沢グランドボウル                                                                  |
| 55 | 2017 | 愛知県   | 岐阜県   | 愛知県・稲沢グランドボウル                                                                  |
| 56 | 2018 | 神奈川県 | 大阪府   | 愛知県・稲沢グランドボウル                                                                  |
| 57 | 2019 | 愛知県   | 大阪府   | 愛知県・稲沢グランドボウル                                                                  |
| 58 | 2021 | 群馬県   | 三重県   | 愛知県・稲沢グランドボウル                                                                  |
| 59 | 2022 | 神奈川県 | 神奈川県 | 愛知県・稲沢グランドボウル                                                                  |
| 60 | 2023 | 長崎県   | 群馬県   | 愛知県・稲沢グランドボウル                                                                  |